# Lespedeza mucronata
Lespedeza mucronata är en ärtväxtart som beskrevs av Percy Leroy Ricker. Lespedeza mucronata ingår i släktet Lespedeza och familjen ärtväxter. Inga underarter finns listade i Catalogue of Life.